# Strophocactus
Strophocactus es un género de plantas suculentas perteneciente a la familia Cactaceae. Su estado y circunscripción siguen siendo discutidos, y el género contiene de una a cuatro especies (no siempre las mismas).

## Distribución
El área de distribución nativa de este género se encuentra en el sur de México, pero especialmente en  Centroamérica y el norte de América del Sur en Colombia, Perú, Venezuela y Brasil (regiones Norte, Nordeste y Sudeste).

## Descripción
Son plantas epífitas o litófitas, trepadoras o colgantes (como Strophocactus brasiliensis y S. sicariguensis), polimorfas y de tallos segmentados y con nervaduras, angulados o aplanados, adheridos a troncos, ramas o rocas, con raíces aéreas. Areolas caducifolias y lanudas, adornadas con fuertes espinas, y S. wittii, es la única cactácea que emplea la dispersión de los propágulos por medio del agua.
Sus flores, las cuales comparte con otros géneros como Deamia o Selenicereus, son nocturnas, autoestériles, en forma de embudo, con pétalos muy abiertos, de color blanco puro, de olor fuerte a desagradable, con un tubo floral muy largo, escamoso y con cerdas.
Sus frutos son globosos y espinosos, con areolas caducifolias, de colores rojo, amarillo, verdoso o marrón, con pulpa fragante y de color blanco, conservando los restos del perianto seco.
Sus semillas son obovaladas de color marrón claro y de textura lisa.

## Hábitat
Crece en zonas tropicales cálidas y húmedas, fijando sus raíces en los árboles (Pachira aquatica) y manglares (Rhizophora mangle), al nivel del agua, cerca de ríos y arroyos, en zonas fácilmente inundables (S. wittii), o arrastrándose sobre rocas, desde el nivel del mar hasta los 1 100 m de altitud.

## Taxonomía
El género fue descrito por Nathaniel Lord Britton y Joseph Nelson Rose en Contributions from the United States National Herbarium 16(9): 262, t. 84, en 1913.

#### Etimología
Strophocactus: nombre genérico que se deriva de la combinación de dos palabras; del vocablo griego στροφή (strophē); "vuelta o giro", y del vocablo latino cactus, proveniente del griego antiguo κάκτος (cáctos); "planta espinosa"; "cactus envuelto", en referencia a como los brotes de las especies del género,  se enrollan, envuelven o retuercen alrededor de una planta huésped, generalmente en árboles u otras superficies de soporte.

#### Filogenia
Un estudio de filogenética molecular de la tribu Hylocereeae en 2017, mostró que el género ampliamente circunscrito Selenicereus no era monofilético, y tampoco lo era Strophocactus, también se revelaron datos filogenéticos moleculares que sugieren que este último consta de tres especies, incluidas dos que anteriormente formaban parte del género Pseudoacanthocereus; P. brasiliensis y P. sicariguensis, así mismo, se excluyó el género Strophocactus de Hylocereeae, colocándolo en la tribu Echinocereaeae.

## Especies
Comprende 4 especies aceptadas:
- Strophocactus brasiliensis (Britton y Rose) S.Arias y N.Korotkova, 2017
- Strophocactus krammii Ostolaza, Pino y M.Fernández, 2020
- Strophocactus sicariguensis (Croizat y Tamayo) S.Arias y N.Korotkova, 2017
- Strophocactus wittii (K.Schum.) Britton y Rose, 1913